# Kontroler sieci bezprzewodowej
Kontroler sieci bezprzewodowej – urządzenie sieciowe występujące na styku infrastruktury kablowej sieci komputerowej i sieci bezprzewodowej. Stanowi podstawowy element scentralizowanej architektury bezprzewodowej, przeciwstawnej do architektury rozproszonej z autonomicznymi punktami dostępowymi.
Kontroler wykonuje wszystkie konieczne dla danej instalacji operacje przełączania, bezpieczeństwa i trasowania (rutingu). Oznacza to  przejęcie zarządzania nad wszystkimi punktami dostępowymi, łącznie ze zmianą częstotliwości danego punktu lub przełączenia klienta na inny punkt.
Rozwiązanie scentralizowane, z kontrolerem, jest uważane za zasadne w przypadku konieczności zarządzania dużą liczbą punktów dostępowych, wzwyż od dziesiątek lub setek.

## Rodzaje kontrolerów sieci bezprzewodowej.
- Kontroler WLAN fizyczny (Wireless WLAN Controller). Kontroler sprzętowy to urządzenie zwykle zlokalizowane  w centrum danych, do którego są podłączone bezpośrednio lub pośrednio wszystkie bezprzewodowe punkty dostępowe w sieci (Access Points). Komunikuje się z każdy punktem dostępu  i monitoruje jego działanie w tym samym czasie.
- Kontroler WLAN wirtualny (Virtual Wireless Controller). Oprogramowanie kontrolera sprzętowego w wersji wirtualnej. Pozwala na zarządzanie wieloma punktami dostępowymi (Access Points) z jednego miejsca bez potrzeby instalacji kontrolera fizycznego.
- Kontroler WLAN rozproszony. Oprogramowanie kontrolera uruchamiane na wybranym  punkcie dostępowym (Access Point). Gdy AP ulega awarii jego funkcje przejmują inne kontrolery.
- Kontroler WLAN w chmurze (Cloud WLAN Controller). Rozwiązanie umożliwiające monitorowanie i kontrolowanie sieci WLAN w postaci usługi abonamentowej w chmurze.
- Kontroler WLAN hybrydowy. Opcja łącząca w sobie różne rozwiązania np. stosowane jest połączenie kontrolera sprzętowego z kontrolerem w chmurze.[1]

## Zalety kontrolera sieci bezprzewodowej
●      Zabezpieczenie i kontrola dostępu do sieci WLAN — kontrolowanie uprawnień dostępu użytkowników bezprzewodowych przy użyciu ustalonych kryteriów (metoda uwierzytelniania, typ urządzenia, żądana aplikacja itp.) 
●      Wykrywanie i zatrzymywanie nieautoryzowanych punktów dostępu i wszelkiej nieautoryzowanej łączności bezprzewodowej w sieci. 
●      Umożliwienie scentralizowanego monitorowania całej infrastruktury bezprzewodowej.
●      Uproszczona  i automatyczna konserwacja sieci. Kontroler dostępu może łatwo wykrywać zakłócenia między pobliskimi punktami dostępowymi i automatycznie rekonfigurować ich moc i ustawienia kanału.